# 근무성적평정
근무성적평정(勤務成績評定, Performance rating)은 당해 교육공무원의 근무실적·근무수행능력과 근무수행태도를 정해진 기준에 따라 평정하여 승진임용의 자료로 삼는 것을 말한다.

## 대한민국
승진규정 제18-26조에 따라 피평정자의 상급감독자가 평정하고 평정자의 직근(直近) 상급감독자가 확인한다. 정기적인 평정시기는 매년 12월말이며, 평정은 정해진 분포비율(分布比率)에 따라 수·우·미·양의 4등급으로 나눈다. 평정 결과는 공개하지 않으며, 근무성적평가표는 교감·교사·장학사 및 교육연구사별로 구분된다.

## 미국
미국에서는 19세기말부터 20세기에 걸쳐서 기업의 분야에서는 테일러(F. W. Taylor) 등의 소위 과학적 관리운동이 시작되었고, 일반 행정 분야에서도 엽관제도의 타파와 능률적·합리적 행정의 확립을 요구하는 운동이 일어났다. 교육행정 분야에서도 그러한 영향을 받아서 많은 학교 조사의 연구가 실시되어, 교육측정이나 평가의 하나로서 교사의 평정에 대하여도 가급적 객관적으로 계량(計量)하려는 조사나 연구가 교육관계자에 의해서 실시되어 왔다.  그것들은 주로 교육사실(敎育事實)을 과학적으로 검토하여 학교교육의 능률을 높이려고 한 데서부터 발달한 것이며 교사의 평정은 교수활동의 반성이나 개선(改善)의 치료로서 사용하는 것을 중요한 목적으로 하고 있다. 한편, 미국에 있어서의 교원의 채용이나 신분에 관한 제도는 교원이 항구적 신분(permanent tenure)을 획득하기까지에 일정한 기간을 정한 시보제도(試補制度)나 계약 갱신제도(契約更新制度)를 사용하고 있으며, 그 때문에 근무평정은 행정 실무상에서도 인사관리의 자료로서의 의미를 아울러 지니고 있다.

## 같이 보기
- 인사고과